# Jera
Jera je žensko osebno ime.

## Izvor imena
Ime Jera izhaja iz imena Gera, ki je skrjšana oblika iz imena Gertruda, to ime pa se je na Slovensko razširilo od Nemcev.

## Različice imena
Gera, Gerda, Gertrud, Gertruda, Gertrud, Gertrud, Gertruda, Gertrude Jedert, Jederta, Jedrt, Jedrta, Jerca, Jerčka, Jerica, Truda, Trude, Trudi, Trauda, Traudica, Trauta, Trauda, Travdi

## Pogostost imena
Po podatkih Statističnega urada Republike Slovenije je bilo na dan 31. decembra 2007 v Sloveniji število ženskih oseb z imenom Jera: 236.

## Osebni praznik
V koledarju je ime Jera zapisano skupaj z imenom Jedrt oziroma Gertruda; god praznuje 17. marca (Jedrt Nivelska, devica in opatinja, † 17. mar. 659) ali pa 16. novembra (Jedrt iz Helfte, redovnica, † 16. nov.  1302).

## Priimki nastali iz imena
Iz imena Jera so na Slovenskem nastali naslednji priimki: Herič, Jerič, Jerin

## Zanimivost
Iz imena Jera je nastal izraz míla jéra v pomenu »malodušen, neodločen človek«.